# Fennek

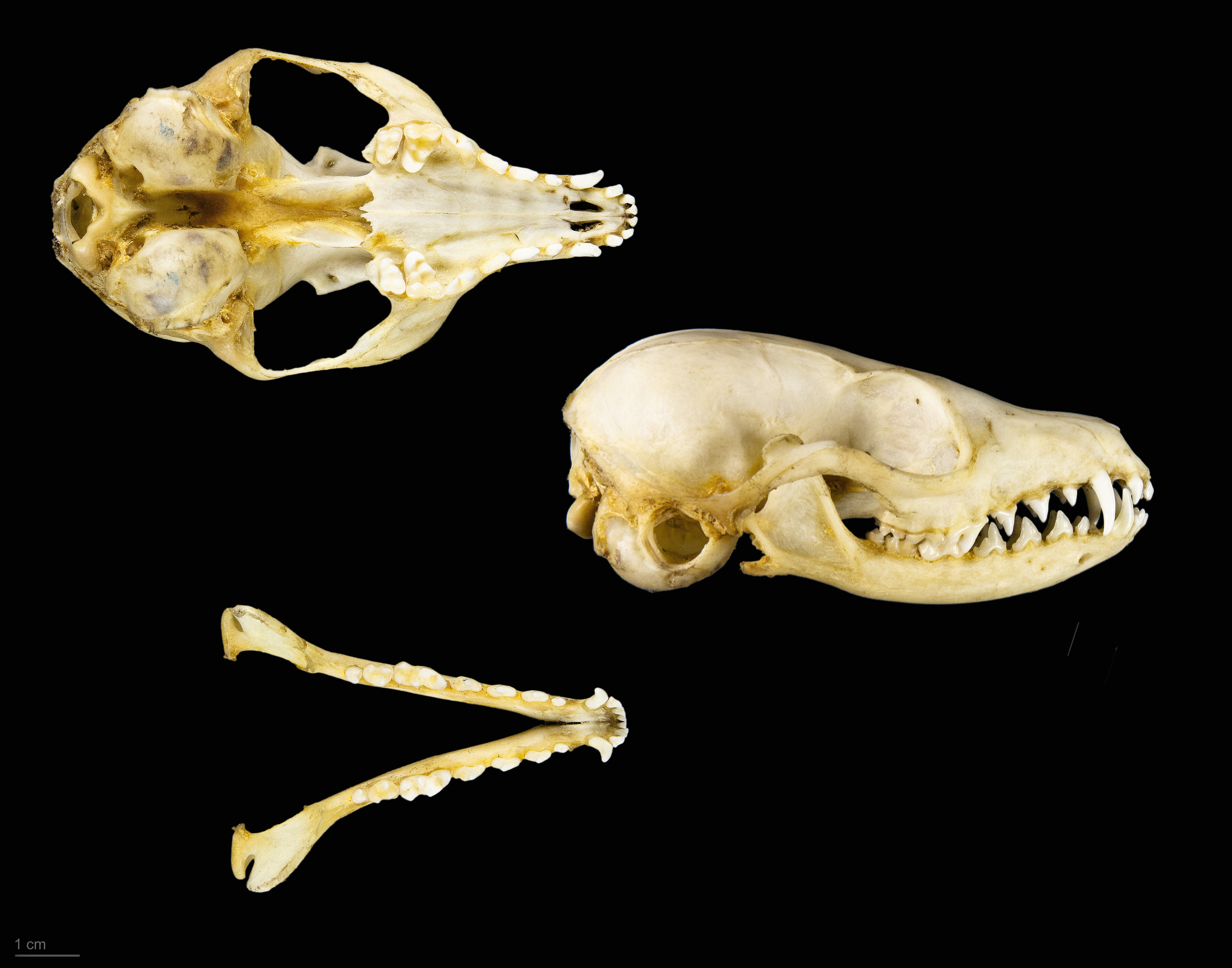
Schädel von Vulpes zerda, Sammlung Museum von Toulouse

Der Fennek oder Wüstenfuchs (Vulpes zerda) ist eine Fuchsart aus der Gattung Vulpes. Er ist der kleinste aller Wildhunde und bewohnt die Sandwüsten Nordafrikas. Die Art zeigt zahlreiche Anpassungen an das Wüstenklima, etwa die geringe Körpergröße, behaarte Sohlen und große Ohren, die der Wärmeregulation dienen. Der Fennek ist nacht- und dämmerungsaktiv und frisst als Allesfresser sowohl Wirbellose und kleine Wirbeltiere als auch Früchte und Knollen.
Fenneks leben für gewöhnlich in Paaren; die meist zwei bis fünf Jungen pro Wurf kommen im März und April zur Welt. Während der Trage- und Säugezeit versorgt und beschützt das Männchen das Weibchen und den Wurf. Der Erdbau des Fenneks ist im Regelfall einfach und wird meist in lockeren Sand gegraben, nur in festerem Untergrund nimmt er komplexere Formen an. Der nächste Verwandte des Fenneks ist der Afghanfuchs (Vulpes cana), der auf der Arabischen Halbinsel, im Iran und in Afghanistan lebt. Obwohl Fenneks regelmäßig wegen ihres Fells oder für touristische Schauvorführungen gefangen werden, gilt der Bestand nicht als bedroht. Die IUCN klassifiziert die Art als Least Concern (nicht gefährdet). Der Fennek wird seit der Jungsteinzeit von den Menschen Nordafrikas als Nahrungs- und Felllieferant genutzt und seit dem 20. Jahrhundert vor allem in Nordamerika auch als Haustier gehalten.

## Merkmale

### Körperbau und Physiologie
Der Fennek ist die kleinste aller Hundearten und verfügt über sehr große Ohren. Seine Kopf-Rumpf-Länge beträgt 333–395 mm, der Schwanz wird 125–250 mm lang. Sein Geburtsgewicht beträgt zwischen 80 und 187 g, das Gewicht adulter Tiere 1,0 bis 1,5 kg. Die Ohren machen 20 % der Körperoberfläche aus und werden 86–104 mm lang. Damit sind sie proportional größer als bei allen anderen Hunden und lassen entsprechend der Allenschen Regel eine Anpassung an die geographische Breite erkennen. Schnauze und Beine sind schlank und zierlich. Der Schädel entspricht in den Proportionen dem anderer Vulpes-Arten, besitzt aber sehr große Paukenhöhlen, ein typisches Merkmal von Wüstenbewohnern. Die Zahnformel lautet I 3/3 – C 1/1 – P 4/4 – M 2/3, der Fennek hat also insgesamt 42 Zähne. Sie sind kleiner und schmaler als bei anderen Arten der Gattung. Der Penisknochen (Baculum) ist 3 mm breit und mit 31–36 mm vergleichsweise lang.

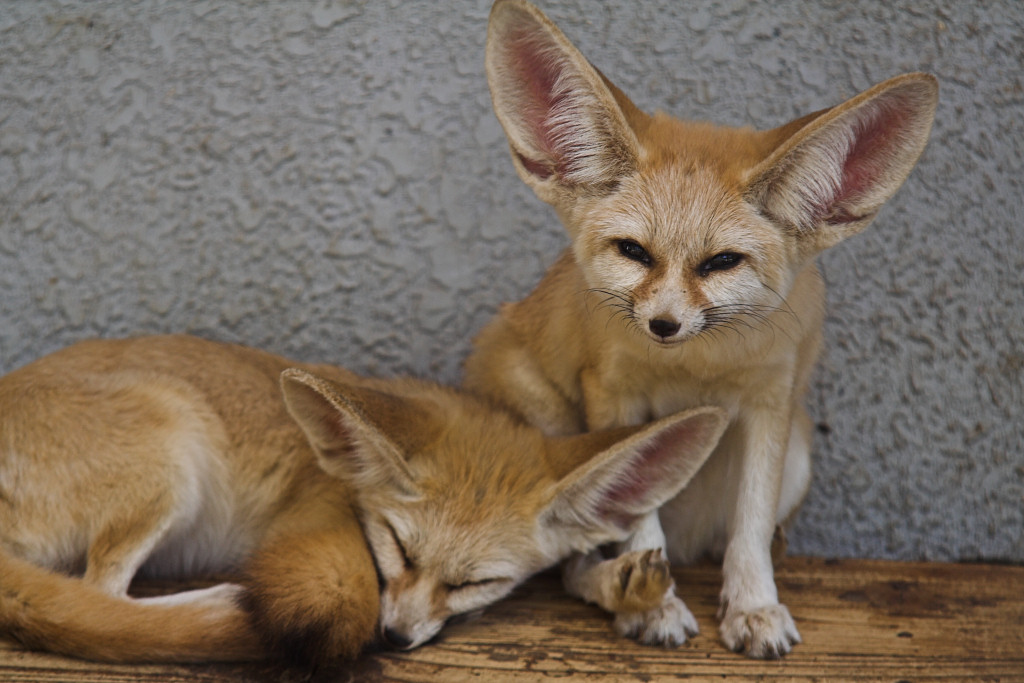
Zwei Fenneks im Tokioter Zoo. Details der Fellzeichnung sowie die Ohr- und Zehenbehaarung sind gut zu erkennen.

Das Fell ist sandbraun mit einer beigen, rötlichen oder grauen Tönung. Die Körperunterseite ist heller gefärbt als die Oberseite. Die Ohren besitzen eine dunkle Rückseite, ihre Innenseite und ihre Ränder sind weiß befellt. Die Augen sind verhältnismäßig groß und dunkel, vom Innenwinkel zieht sich eine dunkle Linie hinunter zur Schnauze und umrahmt sie. Ein kürzerer Strich verläuft vom Außenwinkel der Augen in Richtung der Wangen. Die Schenkel sind bei Individuen aus dem nördlichen Teil des Verbreitungsgebietes rötlich gefärbt. Bei Tieren aus dem Süden besitzen sie eine weiße Färbung. Das Fell ist sehr dicht und lang. Die Behaarung der Zehen reicht bis über die Sohlen hinaus und bildet so ein isolierendes Polster für die Füße. Der Schwanz ist dicht behaart, seine Spitze und der Bereich um die Violdrüse sind dunkel gefärbt. Die Weibchen verfügen über drei Zitzenpaare. Der Fennek wechselt sein Fell vom Sommer zum Winter, wobei das Sommerfell etwas kürzer und heller als das Winterfell ist. Jungtiere zeigen eine ähnliche Fellzeichnung wie adulte, sind aber heller und besitzen wenig bis keine Rotanteile im Pelz. Die dunkle Gesichtszeichnung ist bei ihnen nur schwach ausgeprägt.
Die Nieren des Fenneks sind darauf ausgelegt, hochkonzentrierten Urin zu filtern und dabei so wenig Wasser wie möglich zu verbrauchen. Die Metabolismusrate des Fenneks ist sehr niedrig und liegt 33 % unter dem Wert, den Tiere seiner Größe gewöhnlicherweise aufweisen. Sein Herz ist 40 % kleiner, als es für seine Körpergröße zu erwarten wäre. Unterhalb von 35 °C Außentemperatur atmet der Fennek mit 23 Zügen pro Minute. Wird dieser Wert jedoch überschritten, kann sich die Atemfrequenz auf bis zu 690 Atemzüge pro Minute erhöhen. Die Blutgefäße in den Ohren und Fußsohlen werden bei Hitze erweitert, um möglichst viel Wärme nach außen abzugeben.  Der Fennek hat 2n = 46 Chromosomen.

### Lautäußerungen und Kommunikation
Die Stimme des Fenneks ist hoch und ähnelt der kleiner Haushunde. Sein Rufrepertoire ist umfangreich und mitunter melodiös. Schwaches Gebell dient als Warnruf vor Fressfeinden, an Hauskatzen erinnerndes Schnurren als Ausdruck des Wohlbefindens. Als Drohgebärde stößt der Fennek ein hohes Kläffen aus. Partner, Eltern oder andere Individuen, zu denen die Tiere einen positiven Bezug haben – dies können bei in Gefangenschaft gehaltenen Fenneks auch Menschen sein –, werden mit Quieken begrüßt. 

## Verbreitung

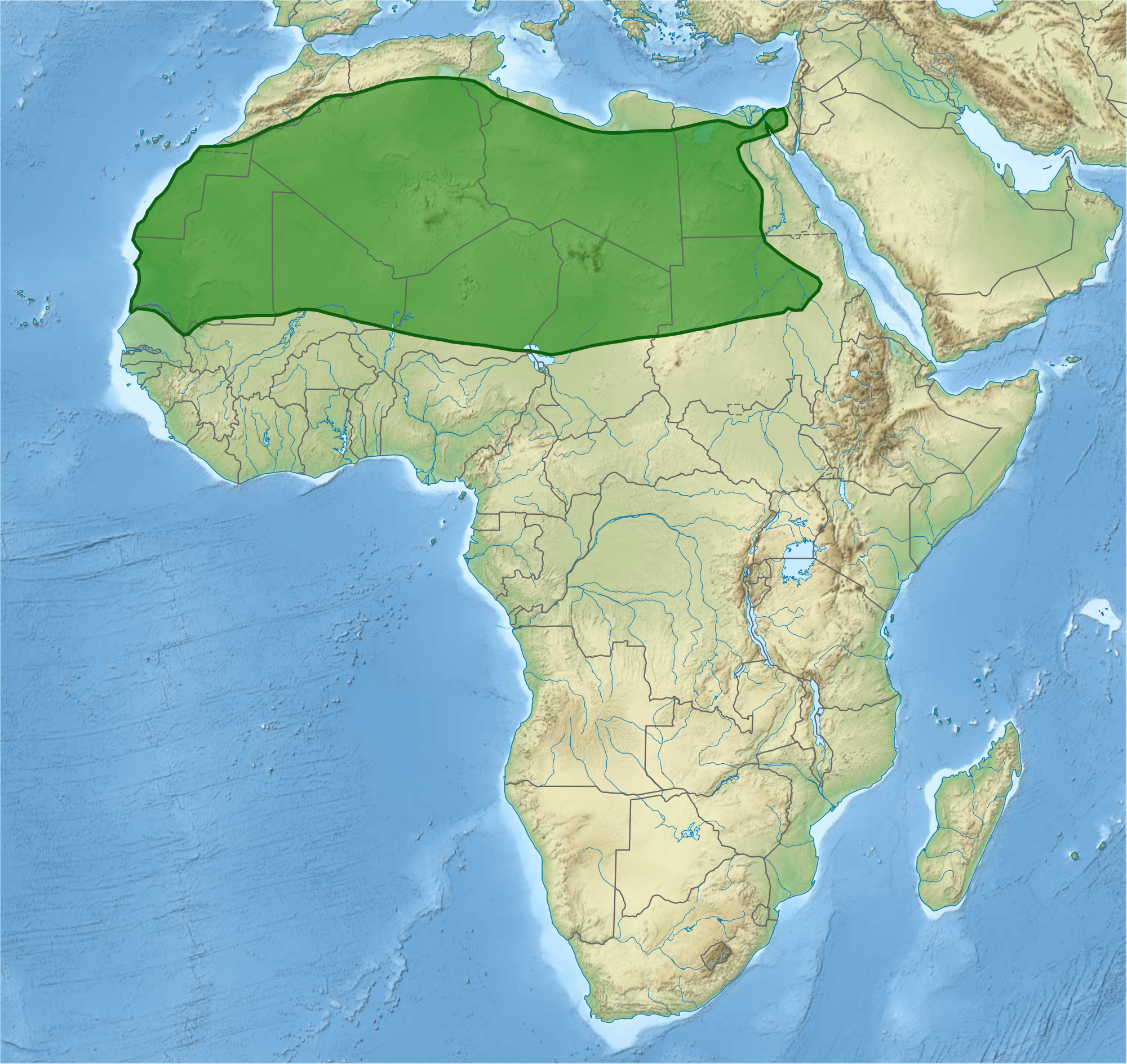
Verbreitungsgebiet (grün) des Fenneks. Das Artareal umfasst die gesamte Sahara, spart aber die humiden und semiariden Regionen entlang der Mittelmeerküste, des Roten Meeres und der Sahelzone aus.

Das Verbreitungsgebiet des Fenneks umfasst die gesamte Sahara und wird durch Gebiete mit gemäßigtem beziehungsweise humiderem Klima begrenzt. Die nordwestliche Verbreitungsgrenze bilden die südlichen Ausläufer des Atlas, während das Artareal in Tripolitanien fast bis an die Küste reicht. In Ägypten wird es in etwa vom Nil begrenzt, reicht aber im Norden bis auf die nordwestliche Sinai-Halbinsel. Im Sudan umfasst das Verbreitungsgebiet auch weiter östlich gelegene Gebiete als in Ägypten, wie etwa die Nubische Wüste. Insgesamt fehlt der Fennek aber entlang der Küstenregion zum Roten Meer. In Mauretanien und Marokko kommt der Fennek bis knapp an die Atlantikküste vor. Die Südgrenze des Verbreitungsgebiets markiert die nördliche Sahelzone, wo der Fennek etwa bis 14° N vorkommt.
Fraglich ist, ob es auf der Arabischen Halbinsel Vorkommen des Fenneks gibt oder gab. Zwar wurden von dort mehrere Sichtungen gemeldet, teils handelte es sich aber nur um Fußspuren im Sand oder um Rüppellfüchse (V. rueppelli), die für Fenneks gehalten wurden. Die IUCN geht nicht davon aus, dass die Art östlich des Sinais vorkommt, andere Autoren halten es zumindest für möglich.

## Lebensraum
Das Habitat des Fenneks besteht vorwiegend aus hyperariden Sandwüsten (Erg), wo er im flachen Boden oder in statischen Dünen seine Baue anlegt. Nahe der marokkanischen Atlantikküste nutzt der Fennek aber auch gemäßigt bewachsene Dünen für seinen Bau. Da der Fennek auf weichen Untergrund angewiesen ist, um seinen Bau zu graben, fehlt er in Gebieten ohne Sand. Der jährliche Niederschlag an der Nordgrenze des Verbreitungsgebiets beträgt rund 100 mm, in der Sahelregion sind es 300 mm. Süßgräser der Gattung Aristida und der Meerträubel Ephedra alata auf Großdünen sowie die Rispenhirse Panicum turgidum und Jochblätter (Zygophyllum spp.) auf kleineren Dünen bilden oft die einzige Vegetation im Lebensraum des Fenneks. Selten finden sich auch Akazien (Acacia spp.) darunter. Der Fennek ist offenbar nicht auf einen direkten Zugang zu Wasseransammlungen angewiesen.

## Lebensweise

### Ernährung und Jagdverhalten

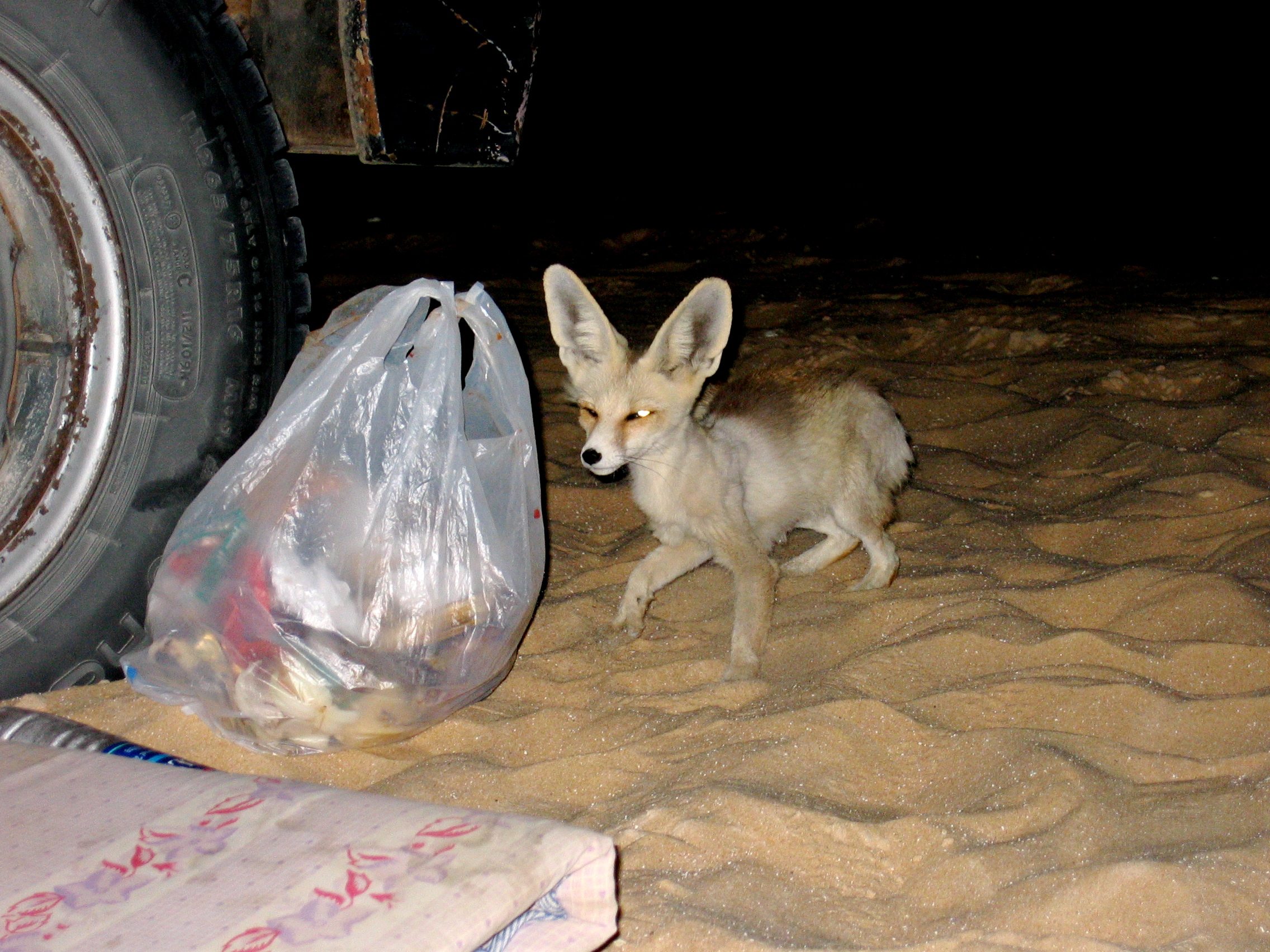
Fenneks suchen regelmäßig menschliche Siedlungen und Zeltlager auf, um dort nach Nahrung zu suchen.

Die Nahrung des Fenneks ist vielfältig. Sie umfasst vor allem Insekten, kleine Nagetiere wie Wüstenspringmäuse (Jaculus spp.), Echte Rennmäuse (Gerbillus spp.) oder Rennratten (Meriones spp.), Eidechsen, Skinke, Geckos sowie Eier und kleine Vögel wie Steinlerchen (Ammomanes deserti) oder Flughühner. Daneben verzehrt der Fennek auch Früchte und einige Pflanzenknollen.
Fenneks gehen während der Dämmerung und nachts auf Nahrungssuche und meiden die Hitze des Tages. Im Winter reicht die Aktivitätsphase auch bis in den Morgen hinein. Der für andere Vulpes-Arten typische Mäusesprung wurde bei Fenneks nicht beobachtet. Fenneks graben regelmäßig im Sand nach Insekten und kleinen Wirbeltieren. Die vergrößerten Paukenhöhlen ermöglichen es ihnen, auch sehr tiefe Geräusche wahrzunehmen und damit Bewegungen im Sand zu hören. Überzähliges Futter vergraben sie. Menschliche Siedlungen und Lager werden nachts häufig zur Nahrungssuche aufgesucht. Fenneks müssen in freier Wildbahn nicht trinken, in Gefangenschaft nehmen sie jedoch bereitwillig Wasser und andere Flüssigkeiten zu sich. Das für ihren Organismus nötige Wasser gewinnen sie wahrscheinlich aus den flüssigen Komponenten ihrer Nahrung oder durch Oxidation von in ihr enthaltenem Wasserstoff.

### Sozial- und Territorialverhalten
Fenneks leben in kleineren Familienverbänden, die das Elternpaar und die Jungtiere des letzten Wurfes umfassen. Größere soziale Verbände bilden sie nur auf engem Raum in Gefangenschaft, in freier Wildbahn wurde ein solches Verhalten bisher nicht beobachtet. Sowohl Jungtiere als auch ausgewachsene Fenneks spielen häufig. In Gefangenschaft zeigen sie ein hohes Maß an sozialer Bindung und schlafen für gewöhnlich dicht nebeneinander. Kot wird in Gefangenschaft in der Regel vergraben.
Der Bau wird etwa 1 m tief im Sand angelegt, nach Möglichkeit im Schutz von Vegetation. Je fester der Untergrund, desto komplexer ist in der Regel das Gangsystem: Während der Bau in losem Sand oft nur aus einem einzelnen Eingang, einem 1–2,5 m langen Gang und einer Hauptkammer besteht, wurden in kompakterem Boden Baue mit einer Fläche von 120 m² und 15 Eingängen gefunden, teils mit 10 m langen Gängen. Einzelbaue können nahe beieinander liegen und sogar untereinander verbunden sein.

### Fortpflanzung und Aufzucht der Jungen
Der Sexualzyklus der Art umfasst einen Proöstrus von etwa sechs Tagen und einen lediglich ein- bis zweitägigen Östrus. Die Paarung findet im Januar und Februar statt und dauert für ein Säugetier ungewöhnlich lange, bis zu 2 Stunden und 45 Minuten. Sie wird vom Weibchen eingeleitet, indem es den Schwanz zur Seite streckt und sich dem Männchen zur Besteigung anbietet. Die Tragezeit beträgt 50–52 Tage, der Wurf erfolgt also im März oder April. In Gefangenschaft wurden aber auch 62- und 63-tägige Trächtigkeiten beobachtet, Fenneks werfen hier das ganze Jahr über. Der Wurf besteht aus ein bis sechs, meist zwei bis fünf Welpen. Stirbt der erste Wurf, kann es auch zu einem zweiten oder sogar dritten Wurf kommen. Während der Brunft-, Trag- und Säugezeit sind Männchen sehr aggressiv und verteidigen das Weibchen und den Wurf gegen Eindringlinge und Fressfeinde. Das Männchen übernimmt zudem die Nahrungsversorgung während der Zeit, in der das Weibchen dazu nicht in der Lage ist.
Die Jungen werden blind und vollständig behaart geboren. Sie öffnen die Augen nach 8–11 Tagen und bewegen sich mit zwei Wochen erstmals selbstständig fort. Die Zähne brechen etwa zur gleichen Zeit durch. Ab der dritten Lebenswoche fressen die Welpen erstmals Fleisch, sie werden aber 61–70 Tage lang von der Mutter gesäugt. Spielerisches Jagdverhalten zeigen sie ab der siebten Woche nach der Geburt. Die Geschlechtsreife wird mit 9–11 Monaten erreicht. Die Jungen verbleiben rund ein Jahr bei den Eltern, bis die nächste Wurfzeit einsetzt.

## Lebenserwartung und biotische Faktoren

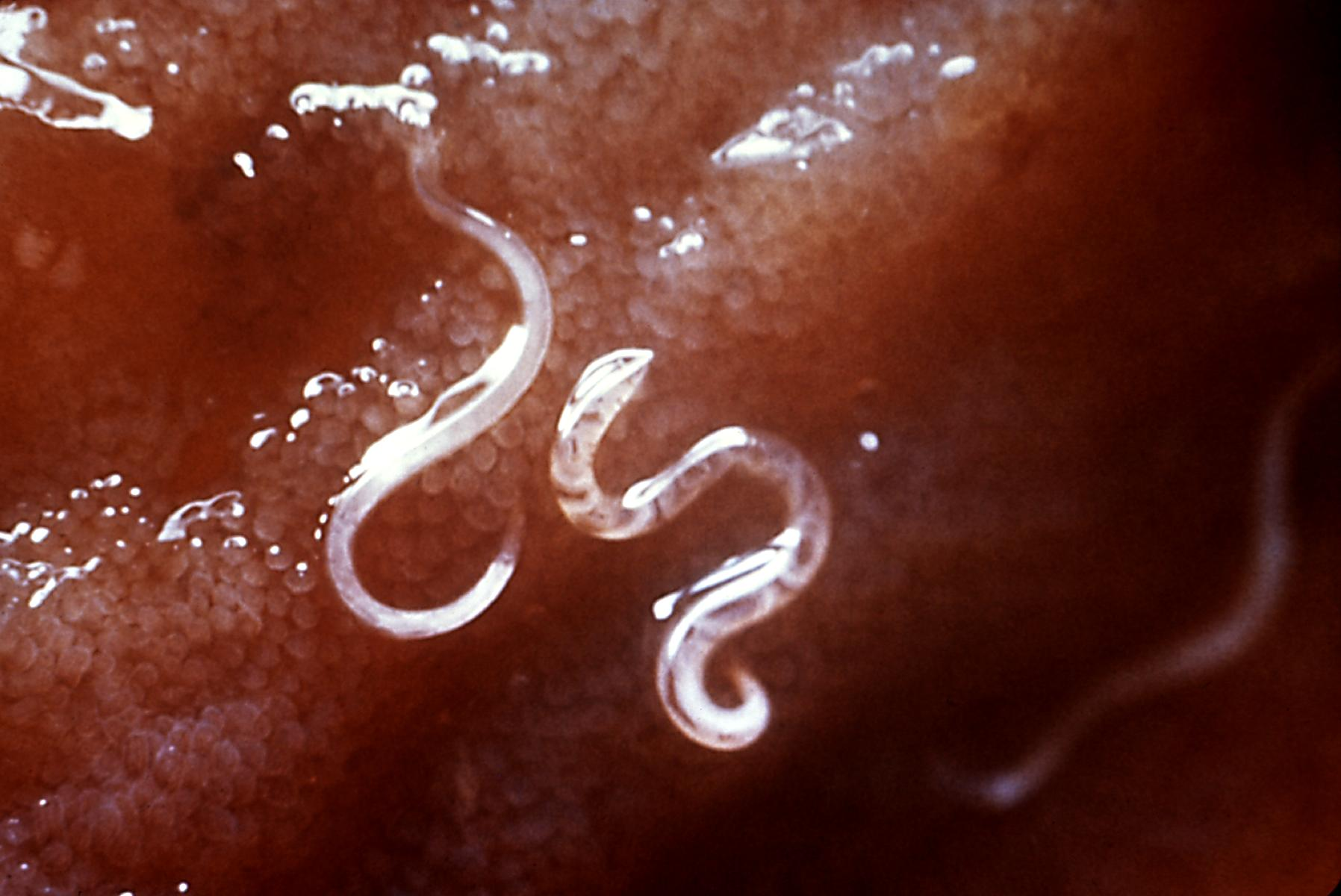
Ancylostoma caninum, ein typischer Parasit der Hunde, befällt auch den Fennek.

Dem kleinen Mitglied der Familie der Füchse werden Lebenserwartungen von 6 bis über 10 Jahren nachgesagt. So beträgt das bisher höchste aufgezeichnete Alter gefangen lebender Tiere 14 Jahre bei einem Rüden und 13 Jahre bei einer Fähe.
Ein Wüstenfuchs in der Wildnis steht verschiedenen Umweltfaktoren gegenüber. Entsprechend kann sicher eine durchschnittlich deutlich geringere Lebenserwartung der Art in Freiheit gefolgert werden. In seinem Lebensraum gibt es etliche andere Wüstenbewohner, die dem Fennek wegen seiner geringen Körpergröße als potentieller Fressfeind konkurrieren. Von Streifenhyänen (Hyaena hyaena) und Goldschakalen (Canis aureus), aber auch von Haushunden geht dabei die Hauptbedrohung aus. Ob dies auch auf den Wüstenuhu (Bubo ascalaphus) zutrifft, ist aufgrund lückenhafter Informationen nicht eindeutig.
Die enorme Beweglichkeit des Wüstenfuchses stellt wahrscheinlich seinen effektivsten Mechanismus zur Verteidigung gegen potentielle Fressfeinde dar. Deutlich wird dies besonders in den geringen Jagderfolgen, sogar wenn flinke Windhunde gezielt zum Einsatz gebracht werden.
Innerhalb der Art besteht nur während der Ranz zwischen den Rüden ein verstärkter Konkurrenzkampf. Deshalb enden in diesem Zeitraum Auseinandersetzungen zwischen ihnen immer wieder tödlich. In Gefangenschaft des Menschen sind die Tiere erhöhtem Stress ausgesetzt. Vermehrte Sterblichkeit gerade bei Neugeborenen ist dafür ein deutliches Symptom.
Neben diesen offensichtlichen Faktoren in seiner Umwelt gibt es eine Mehrzahl diverser Parasiten, die den Fennek als Wirt nutzen. Der Befall durch verschiedene Arten von Band- und Fadenwürmer, aber auch Saug- und Hakenwürmer wurde nachgewiesen. Dies gilt ebenfalls für die Infektion mit den parasitären Einzellern der Kokzidie.
Die gegenwärtige Hauptursache des Populationsrückgangs macht vermutlich der zusätzliche Druck auf die Art des Wüstenfuchses durch Mensch und Bejagen aus, dem diese nicht gewachsen ist.

## Taxonomie und Systematik
Erstbeschreiber des Taxons Vulpes zerda ist Eberhard August Wilhelm von Zimmermann. Er beschrieb die Art 1780 in seinem Werk Geographische Geschichte des Menschen und der vierfüßigen Tiere, allerdings noch als Canis zerda. Das Artepitheton zerda leitete er von einem berberischen Namen des Fenneks ab.  Aufgrund seiner geringen Größe und anderer morphologischer Besonderheiten stellten ihn viele Autoren in eine eigene Gattung Fennecus. Ab den 1990er Jahren wurde er aber zunehmend der Gattung Vulpes zugerechnet, was auch durch DNA-Studien bestätigt wurde. Eine frühere Beschreibung von Anders Fredrik Skjöldebrand aus dem Jahr 1777 hat keine Gültigkeit, da dieser mit „Vulpes minimus Saarensis“ kein Binomen als Bezeichnung wählte. Zwar versuchten einige spätere Autoren, diesen Namen als „Vulpes minimus“ in das Linnésche System zu integrieren. Er wurde jedoch auf Basis eines 1976 eingereichten Antrags von der International Commission on Zoological Nomenclature 1980 endgültig unterdrückt und für ungültig erklärt, um die Gültigkeit der Gattung Vulpes mit dem Rotfuchs (V. vulpes) als Nominotypisches Taxon sicherzustellen.
Der Fennek repräsentiert einen eher basalen Vertreter der Gattung Vulpes. Seine Schwesterart ist der Afghanfuchs (V. cana), der vor allem aride Gebirgslandschaften und Geröllwüsten entlang des Roten Meeres, im Süden der arabischen Halbinsel und im Mittleren Osten bewohnt. Beide Arten trennten sich DNA-Analysen zufolge vor 3–4,5 Millionen Jahren im Pliozän, als sich in Afrika und im Mittleren Osten die bis heute bestehenden Wüstengebiete herausbildeten. Die ältesten Fossilfunde des Fenneks stammen aus dem Spätpleistozän. Der Fennek ist monotypisch, das heißt, er hat keine Unterarten.

## Bestand und Gefährdung
Für den Fennek fehlen verlässliche Bestandsschätzungen. Da die Art in Nordafrika immer noch regelmäßig gefangen und verkauft wird, ist davon auszugehen, dass der Bestand zumindest nicht zurückgeht. Die Hauptgefahr für den Bestand stellt nach wie vor die kommerzielle Jagd dar. Um die Jagd und den Verkauf des Fenneks als Haustier zu beschränken, wurde er 2000 im Anhang II des Washingtoner Artenschutzübereinkommens gelistet; dort ist er aber mittlerweile nicht mehr aufgeführt. In Marokko, Tunesien, Algerien und Ägypten steht der Fennek unter Schutz. Die IUCN stuft den Fennek trotz unzureichender Informationen über den Bestand als ungefährdet ein. Die Canid Specialist Group der IUCN erklärte den Fennek 2007 zu einer Art mit hoher Forschungspriorität, um damit die Forschung in freier Wildbahn voranzutreiben.
Neben der Jagd besteht für den Fennek eine Gefahr darin, dass er in den sozialen Medien häufig in Videos als Haustier dargestellt wird. Die Nachfrage nach Fenneks als Haustier steigt stetig und fördert den illegalen Tierhandel. Fenneks, die beispielsweise nach Europa weiterverkauft werden, stammen meist aus der freien Wildbahn. Vereine, wie der Europäische Tier- und Naturschutz e. V. oder Pro Wildlife machen auf derartige Darstellungen von Wildtieren aufmerksam.

## Kulturgeschichte

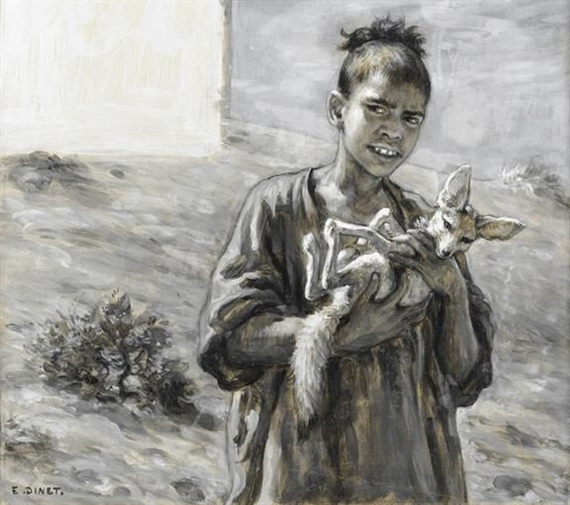
Étienne Dinet: Jeune garçon au fennec, Öl auf Papier, 24,5 × 27,5 cm. Im 19. Jahrhundert war der Fennek Gegenstand zahlreicher Kunstwerke des Orientalismus.

Die wirtschaftliche Nutzung und kulturelle Rezeption des Fenneks reichen weit in die Menschheitsgeschichte zurück. In der neolithischen Fundstätte Regenfeld nahe Dachla wurden rund 7000 Jahre alte Fennekknochen gefunden, die eine Nutzung als Nahrungsmittel belegen. Bereits in vordynastischer Zeit findet sich der Fennek auf einer Elfenbeintafel aus dem Grab Skorpions I., der in der Naqada-III-Periode (ca. 3200 v. Chr.) das Alte Ägypten regierte. Eine bisweilen als Fennek interpretierte Abbildung eines Caniden auf der Grabkapelle des Nefermaat ist dagegen wohl ein Streifenschakal (Canis adustus). Schon in altägyptischer Zeit wurde wahrscheinlich versucht, den Fennek zu domestizieren, um ihn als Fleisch- und Felllieferanten zu nutzen; die Hieroglyphe ms (F31) zeigt drei zusammengebundene Fennekfelle. Später wurde er von arabischen Jägern an die Bevölkerung von Oasen verkauft, die ihn in ähnlicher Weise nutzten.
Das ursprünglich wohl persische Wort fanak oder fanaǧ wurde von den Arabern als فنك / fanak auf zahlreiche Pelztiere und deren Fell angewandt und als „Fennek“ zur modernen Bezeichnung für den Wüstenfuchs. Das Epitheton zerda kann vom persischen zarde abgeleitet werden, das mit der Bedeutung „gelb-blonde Farbe“ oder „Safran“ der Fellfärbung des Tieres entspricht. Die wirtschaftliche und kulturelle Bedeutung war unter der arabischen Bevölkerung Nordafrikas allerdings weit geringer als unter den Nomadenstämmen der Sahara. Während der Fennek in arabischen Gedichten und naturgeschichtlichen Werken kaum auftaucht, existieren allein im Tuareg-Dialekt Tamahaq sechs verschiedene Bezeichnungen für die Art. Diese sehr unterschiedliche Wahrnehmung lässt sich auf die Abwesenheit des Fenneks in den kulturellen Zentren des Arabischen, auf sein unauffälliges Äußeres sowie seine nachtaktive Lebensweise zurückführen. In Nordafrika wird der Fennek auch heute noch verzehrt und seines Fells wegen gejagt. In der Westsahara werden meist Welpen gefangen, gemästet und gegessen, wohingegen der Fennek in Marokko als ungenießbar angesehen wird. Anders als das Fleisch aller anderen Hundearten gilt das des Fenneks als halāl, er wurde von den islamischen Rechtsgelehrten also traditionell nicht als Hundeverwandter betrachtet.
Mit dem aufkommenden Interesse der europäischen Gesellschaften für den Orient rückte der Fennek auch in das Bewusstsein europäischer Künstler. Maler wie Paul Leroy und Étienne Dinet porträtierten ihn vor allem als charakteristisches Haustier der nordafrikanischen Landbevölkerung. Der im 20. Jahrhundert einsetzende Massentourismus in Nordafrika führte dazu, dass Fenneks verstärkt gefangen wurden, um sie zu fotografieren, sie für Geld zur Schau zu stellen oder an Reisende auf Märkten zu verkaufen. Auf diese Weise gelangten Fenneks wahrscheinlich auch in die USA, wo sie heute als Haustiere verbreitet sind. Als solche sind sie vor allem wegen ihrer exotischen Herkunft, ihrer Anhänglichkeit und ihres ausgeprägten Spieltriebs beliebt. Junge Zuchtpaare erzielen hier Preise von bis zu 1500 USD.